# Gustav Jägerschmidt
Gustav Adolf Jägerschmidt (* 19. Mai 1814 in Rastatt; † 5. September 1889 in Karlsruhe) war ein seit 1846 im badischen Staatsdienst stehender Jurist und Amtsrichter.

## Familie
Gustav Jägerschmidt war der Sohn von Karl Friedrich Viktor Jägerschmid (* 27. Juni 1774 in Karlsruhe; † 8. Januar 1863 ebenda), Oberforstrat und Mitglied der Oberforstkommission in Karlsruhe, und der Ernstine geborene Vierodt (* 30. Dezember 1787 in Karlsruhe), Tochter des Kammerrats Vierodt in Karlsruhe. Er heiratete am 8. Oktober 1846 in Freiburg Maria Elvira geborene Jägerschmidt (* 22. Oktober 1817 in Hornberg). Aus dieser Ehe entstammen zwei Kinder: Carl Friedrich Victor (* 21. Juli 1847 in Karlsruhe) und Gustav (* 2. Juni 1850 in Lahr).

## Leben
Jägerschmidt studierte ab dem Wintersemester 1833/34 Rechtswissenschaften an der Universität Heidelberg, zwischenzeitlich an der Universität Freiburg, und schloss 1839 sein Studium an der Universität Heidelberg ab. Er wurde 1834 Mitglied des Corps Suevia Heidelberg. Danach war bei verschiedenen Ämtern in Rheinbischofsheim, Rastatt, Hornberg und Bühl beschäftigt. Am 14. Januar 1846 wurde er Polizeiassessor beim Oberamt Lahr und danach bis 1849 in Mannheim. Ab dem 19. Juni 1849 wurde er beauftragt, die Zustände in verschiedenen Amtsbezirken während der badischen Revolution zu untersuchen. Am 7. Dezember 1849 wurde Jägerschmidt zum Amtmann in Lahr  befördert und ab dem 26. November 1850 wurde er zum Stadtamtmann in Mannheim ernannt. Am 3. September 1855 wurde er Amtsvorstand beim Bezirksamt Hornberg und ab dem 31. Juli 1857 Amtsrichter bei dem neu geschaffenen Amtsgericht Hornberg, wo er auch zum 9. September 1857 zum Oberamtsrichter befördert wurde. Am 24. Juli 1858 wurde er Oberamtmann beim Bezirksamt Eberbach und danach ab dem 15. Juli 1864 beim Bezirksamt Karlsruhe. Am 27. Februar 1869 kam er zum Bezirksamt Durlach und wurde schließlich am 14. April 1879 in den Ruhestand versetzt.

## Badische Revolution
Nach der Niederschlagung der badischen Revolution wurden unter der Aufsicht eines Generallandeskommissärs vier Landeskommissäre eingesetzt, die in den vier Kreisen den Auftrag hatten zu untersuchen, welche Staatsdiener sich bei der Revolution beteiligt oder mit ihr sympathisiert hatten. Für die Untersuchung im Amtsbezirk Sinsheim und anderen Ämtern des Unterrheinkreises wurde am 16. Juni 1849 Gustav Jägerschmidt, zu diesem Zeitpunkt nur Assessor und am Anfang seiner Beamtenlaufbahn, eingesetzt. In dieser Funktion durfte er Zeugen laden, Persönlichkeiten des öffentlichen Lebens, die in Verdacht geraten waren, sich der revolutionären Bewegung nicht widersetzt zu haben, einbestellen und vernehmen. Ebenso durfte er Bürgermeister und Bürgerausschussmitglieder vorläufig entlassen und neue Amtsträger vorläufig ernennen. Seine Untersuchung im Amtsbezirk Sinsheim dauerte zehn Tage und Jägerschmidt lieferte an das Ministerium einen umfangreichen Untersuchungsbericht. Nach Abschluss dieses Sonderauftrages, den er zur Zufriedenheit seiner Vorgesetzten ausführte, wurde Gustav Jägerschmidt befördert und seiner Karriere stand nichts im Wege.

## Nebentätigkeiten
- 1868 Mitglied der Ministerialkommission für die Katastrierung der landwirtschaftlichen Flächen und Gebäuden.
- 1872 Mitglied der Oberrekrutierungsbehörde im Kriegsministerium in Karlsruhe
- 1872 stellvertretendes Mitglied der Prüfungskommission für Einjährig-Freiwillige in Karlsruhe

## Auszeichnungen
- Ritterkreuz I. Klasse des Ordens vom Zähringer Löwen im Jahre 1872
- Ritterkreuz I. Klasse des Ordens vom Zähringer Löwen mit Eichenlaub im Jahre 1879
- Erinnerungskreuz für den Feldzug 1870/71